# Els Cantons Rois
Els Cantons Rois (els Cantons Roigs, en la parla local) és un cim del terme de Sarroca de Bellera, al Pallars Jussà, en el territori de l'antic terme de Benés.
Pertany a la carena que fa d'enllaç entre la Serra de Plandestàs, al sud, i la Serra des Tres Pessons, al nord. Aquesta carena separa les valls del riu de Manyanet, a ponent, de la Valiri, a llevant.